# Ligares
Ligares é uma povoação portuguesa sede da Freguesia de Ligares do Município de Freixo de Espada à Cinta, freguesia com 45,69 km² de área e 333 habitantes (censo de 2021), tendo, por isso, uma densidade populacional de 7,3 hab./km².

## História
Com a supressão do concelho de Freixo de Espada à Cinta, entre 1896 e 1898, fez parte do concelho (atual município) de Torre de Moncorvo, até à restauração do município de Freixo.

## Demografia
A população registada nos censos foi:
| Distribuição da População por Grupos Etários | Distribuição da População por Grupos Etários | Distribuição da População por Grupos Etários | Distribuição da População por Grupos Etários | Distribuição da População por Grupos Etários |
| -------------------------------------------- | -------------------------------------------- | -------------------------------------------- | -------------------------------------------- | -------------------------------------------- |
| Ano                                          | 0-14 Anos                                    | 15-24 Anos                                   | 25-64 Anos                                   | > 65 Anos                                    |
| 2001                                         | 53                                           | 57                                           | 221                                          | 189                                          |
| 2011                                         | 24                                           | 36                                           | 163                                          | 174                                          |
| 2021                                         | 22                                           | 18                                           | 138                                          | 155                                          |

## Património
- Igreja Matriz de Ligares;
- Capela de São Sebastião;
- Capela do Espírito Santo;
- Capela de Santa Cruz;
- Capela de Nossa Senhora da Conceição;
- Capela de Santa Bárbara;
- Capela da Senhora das Dores.

## Personalidades ilustres
- Guerra Junqueiro (Ligares, Freixo de Espada à Cinta, 15 de setembro de 1850 — Lisboa, 7 de julho de 1923) foi alto funcionário administrativo, político, deputado, jornalista, escritor e poeta português.